# Сосновый Бор (Молодечненский район)
Сосновый Бор (бел. Сасно́вы Бор) — посёлок в Молодечненском районе Минской области Беларуси, в составе Мясотского сельсовета.

## География
Сосновый Бор находится в 2 км к северу от города Молодечно и одноимённой железнодорожной станции, в 74 км от Минска. Посёлок окружает лес. Особенность местности, в которой расположен населённый пункт, отразилась в его названии (сосновый бор).

## История
Основан в 1970-х годах. В соответствии с Указом Президиума Верховного Совета Белорусской ССР от 12 ноября 1974 года № 587-VIII получил название Сосновый Бор.

## Население

### Динамика
- 2002 год — 175 дворов, 616 жителей[3]
- 2009 год (перепись) — 581 жителей
- 2012 год — 219 хозяйств, 615 жителей[3]
- 2019 год — 557 жителей

## Инфраструктура
В посёлке функционирует звероводческая ферма по разведению норок. Имеется фельдшерско-акушерский пункт, библиотека, детский сад, магазин.